# Gerd Katter
Gerd Katter (Berlijn, 14 maart 1910 - 1995), ook geschreven als Gert Katter en geboren onder de naam Eva Katter, was een timmerman en een transman betrokken bij het Institut für Sexualwissenschaft. Hij zou later bijdragen aan het herstellen van het archief van het Institut, door zijn verzamelde stukken, waaronder zijn Transvestitenschein uit 1928, te doneren aan de Magnus Hirschfeld Gesellschaft, die poogde de bij de boekverbranding in nazi-Duitsland verloren gegane informatie te herstellen.

## Vroege jeugd
Katter werd in 1910 in Berlin-Britz geboren. Gerd voelde zich al op jonge leeftijd niet thuis in de hem toebedeelde genderrol en gebruikte al vanaf jonge leeftijd de naam Gerd. Hij ontdekte al snel de schrijfsels van seksuoloog Max Hodann en Friedrich Radszuweit, die bladen gericht op homoseksuelen en transmensen publiceerde. Deze bladen, die voor jongeren verboden waren door de wetgeving op Schmutz und Schund-literatuur, nam hij mee naar huis. Hij hield ze thuis verstopt, maar zijn moeder ontdekte de bladen wat haar enorm choqueerde. Dat hij daarna ook nog weigerde de dameskleding te dragen die zij met veel zorgvuldigheid voor hem naaide, leidde tot een complete crisis in het huishouden Katter. Toch draaiden Katters ouders snel bij, zij begrepen ook wel dat er 'er wel iets gebeuren moest'.
Katters vader regelde daarop dat hij in de leer kon bij een timmerman. In de bibliotheek van de timmermansvakbond, vond hij een boek van Magnus Hirschfeld dat uitleg gaf over homoseksualiteit en wat in deze periode nog travestie werd genoemd. Een bekende vertelde zijn ouders over het Instituut en een oom zou hen in contact brengen met Max Hodann.

## Het Instituut
Zo kon het, dat Katter al op zestienjarige leeftijd bij het Instituut aanbelandde, samen met zijn moeder. Het Instituut werd voor hem precies wat Hirschfeld bedoeld had met het oprichten ervan: een oase. Hij zou later zeggen dat het de meest gelukkige tijd in zijn leven was. Hij ontmoette er andere jonge transmensen en bouwde vaderlijke band op met Hirschfeld, die hem 'Kattertje' noemde en zelfs 'mijn geliefde zoon'. Katter was zo aangetrokken tot het Instituut, dat hij zelfs zijn carrière wilde veranderen en er wilde werken.
Het Instituut gaf een Transvestitenschein voor hem uit, waarmee hij enigszins beschermd in traditioneel mannelijke kleding de straat op kon. Hij was daarvoor, toen hij net 18 was, naar de lokale politie gegaan en had een vergelijkbare pas van de Berlijnse politie ontvangen. Hij zou korte tijd later ook zijn naam wettelijk veranderen.
Toch was niet alles in het Instituut koek en ei. Ludwig Levy-Lenz, de chirurg van het Instituut, weigerde Gerd een dubbele mastectomie te geven, nu juist datgene waarvoor Katter en zijn moeder het Instituut hadden opgezocht. De weigering van Levy-Lenz kwam waarschijnlijk voort uit de jonge leeftijd van Katter. Katter was op dat moment namelijk pas 16 jaar. Ook de hoge kosten van de operatie - 500 Reichsmarken - waren mogelijk een belemmering. Er werd besloten de operatie met 2 à 3 jaar uit te stellen. Voor Katter was deze periode echter te lang. Hij ging zichzelf te lijf met een scheermes en automutileerde zichzelf zodanig dat Levy-Lenz de operatie wel moest uitvoeren om zijn leven te redden.

## Latere leven
Katter zou zijn tijd als timmerleerjongen na de operatie afronden en kon daarna fungeren als volwaardig timmerman. Hij overleefde de Oorlog, maar over die periode van zijn leven is weinig bekend. In zijn vrije tijd volgde Katter acteerlessen en hij zou lokaal bekend worden om zijn zang- en acteertalent. Samen met zijn moeder woonde hij na de Oorlog in de Duitse Democratische Republiek, meer specifiek in Birkenwerder, maar zou de Duitse hereniging nog wel meemaken.
De overwegend fijne ervaringen die Katter had gehad in het Instituut, zorgden dat hij al vroeg na de Oorlog verzoeken deed aan de DDR-overheid om een nieuwe versie van het Instituut in te richten. Ook probeerde hij Hirschfeld op een voetstuk te plaatsen en hem officiële herinnering en erkenning vanuit de staat te verschaffen. Zijn werk zou pas in de jaren 1980 vruchten afwerpen. Hij zou de stukken die hij nog had van zijn periode bij het Instituut, waaronder, niet onbelangrijk aangezien er nog maar weinig van bewaard zijn gebleven, zijn beide Transvestitenscheinen uit 1928, doneren aan het in 1982 opgerichte Magnus Hirschfeld Gesellschaft. Katter overleed in 1995.

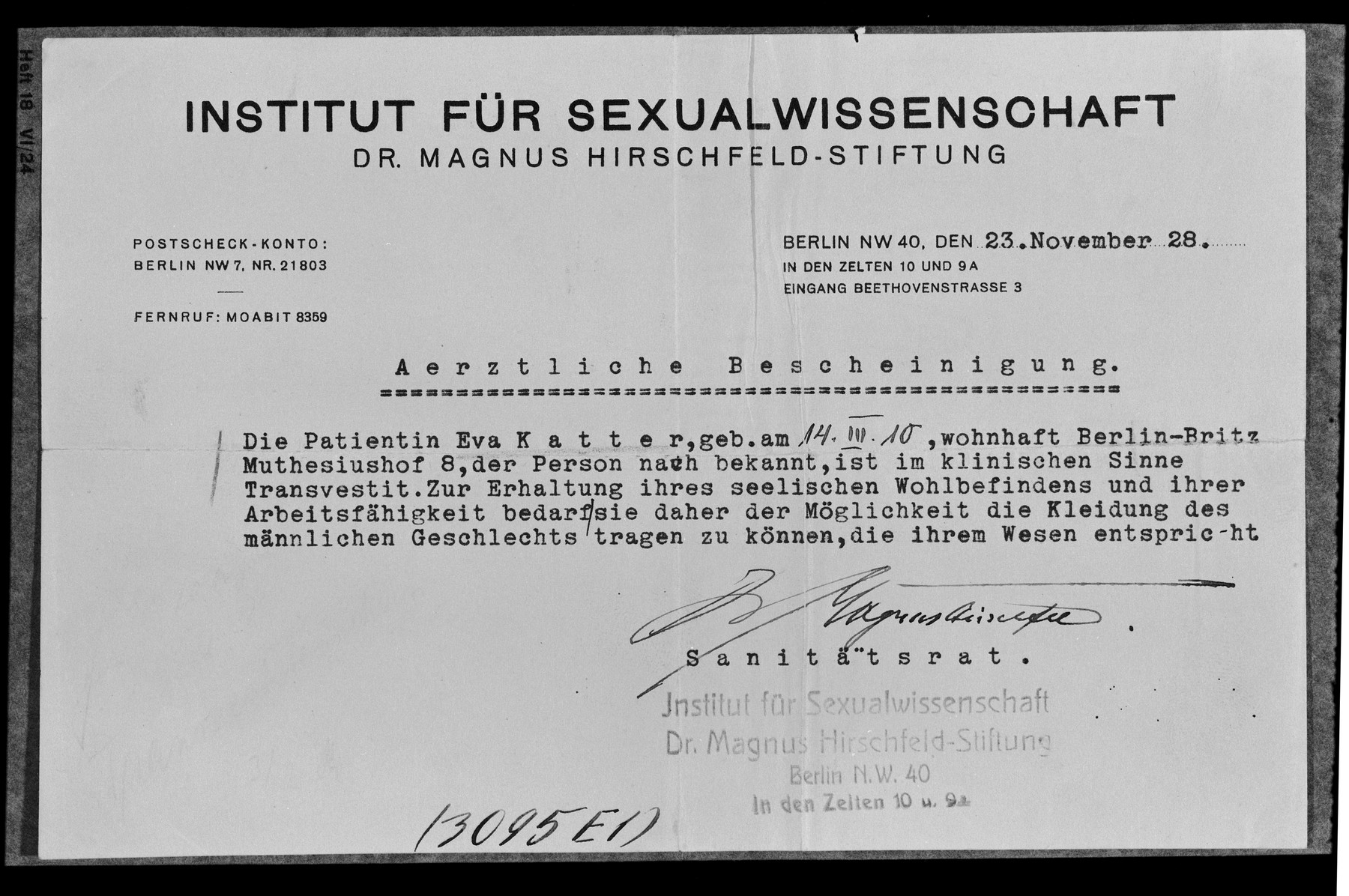
Transvestitenschein van Gerd Katter uitgegeven door het Institut für Sexualwissenschaft op 23 november 1928

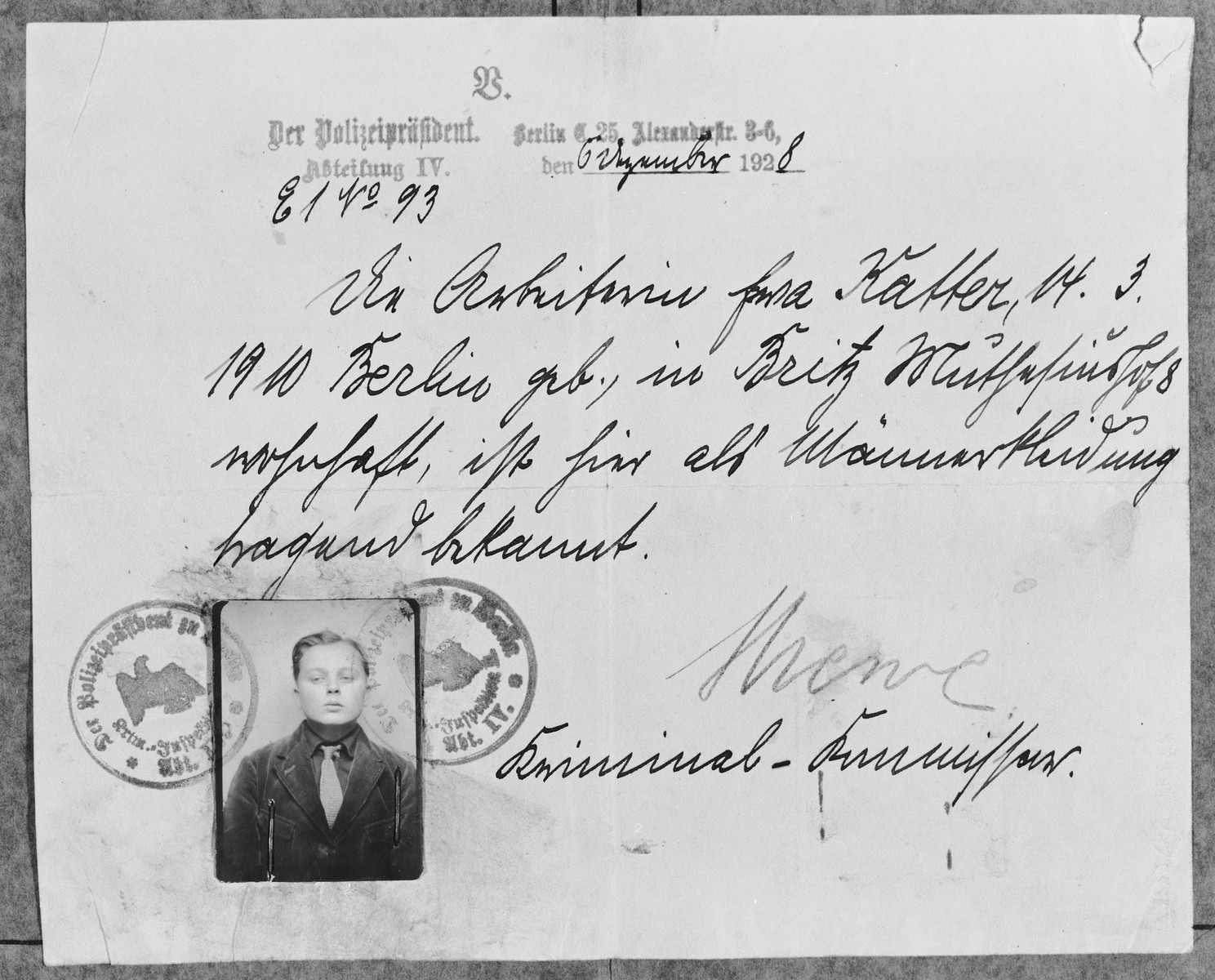
Door de politie uitgegeven Transvestitenschein van Gerd Katter, uitgegeven op 6 augustus 1928